# Jászszentandrás
Jászszentandrás är en ort i Ungern.   Den ligger i provinsen Jász-Nagykun-Szolnok, i den centrala delen av landet, 90 km öster om huvudstaden Budapest. Jászszentandrás ligger 97 meter över havet och antalet invånare är 2 640.
Terrängen runt Jászszentandrás är mycket platt. Runt Jászszentandrás är det ganska tätbefolkat, med 100 invånare per kvadratkilometer. Närmaste större samhälle är Heves, 7,7 km öster om Jászszentandrás. Trakten runt Jászszentandrás består till största delen av jordbruksmark.